# Dobermann
Dobermann är en hundras från Tyskland. Den är den största pinschern och en brukshund. I en undersökning 2012/2013 utnämndes dobermann till en av världens trettio populäraste hundraser.

## Historia
Dobermanns rasnamn anknyter till dess första kända uppfödare: Karl Friedrich Louis Dobermann (1834-1894) i Apolda i Thüringen. Förutom som uppfödare var han verksam som skatteindrivare och stadens hundfångare. I den egna aveln valde han ut särskilt skarpa hundar. De så kallade "slaktarhundarna" utgjorde troligen den främsta grunden för dobermannrasen. Dessa var föregångare till den nutida rottweilern, uppblandade med en från Thüringen kommande schäfervariant, som var svart med roströda tecken. Ur denna blandning framavlade han på 1870-talet dobermann, som vid denna tid erhöll sina bruksegenskaper, både som vakt- och gårdshund. Senare korsades pinscher, manchesterterrier och greyhound in.
År 1899 erkändes rasen av den tyska kennelklubben. 1912 bildades rasklubben. Redan i början av 1900-talet blev dobermann officiellt erkänd som tjänstehund hos den tyska polisen.
Rasen dobermann kom till Sverige 1911 och kallades då för "släthårig tysk råtthund". Ganska fort ändrades dock namnet till dobermannpinscher, men idag då man inte anser att dobermann och pinscher hör samman, kallas rasen bara dobermann.

## Egenskaper
Rasen har en väldigt hög aktivitetsnivå och kräver en aktiv och handfast förare. Dobermann är arbetsvilliga hundar som är goda familjehundar, vakthundar, brukshundar och lydnadstävlingshundar. De är lättlärda individer som tycker om mental sysselsättning. Den är lämplig som skyddshund. Vid val av uppfödare rekommenderas god undersökning av hur valpens 8 första veckor varit. En av de viktigaste egenskaperna för en fungerande hund är att den har en positiv syn på människor och tidiga erfarenheter av hantering.
För att få högre utmärkelser på hundutställning måste en dobermann ha meriter från bruksprov, tjänstehundscertifikat eller vara godkänd draghund.

## Utseende
I avelsarbetet eftersträvas en medelstor, kraftig och muskulöst byggd hund, som trots den substansfulla kroppen uppvisar elegans och ädelhet. I Sverige är svanskupering förbjuden, och det är nu olagligt i många länder. I Sverige är öronkupering förbjuden men det är vanligt att öronen kuperas i många andra länder. Godkända färger är brun med tan och svart med tan.

## Hälsa
Lever 8–12 år. Som längst har en dobermann levt 16 år.[källa behövs] Dobermannen tillhör de sjukaste hundraserna i Sverige.

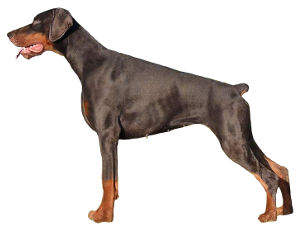
Brun dobermann